# シャーリーン・チョイ
シャーリーン・チョイ（蔡卓妍、Charlene Choi、広東語：チョイ・チェクイン、北京語：ツァイ・ヅオイェン、日本語読み：さい たくげん、1982年11月22日 - ）は香港の歌手、女優。
愛称は阿Sa（アサ）。 身長165cm、体重45kg。

## 来歴
カナダのブリティッシュコロンビア州バンクーバーで生まれる。その後、家族と一緒に香港に移住しロザリーヒルスクールに入学。ロザリーヒルスクール卒業後、モデルとして活動する。
2000年、テレビドラマ『青春@Y2K』での主役で女優デビュー。翌年の『三月の葬儀』で映画初出演し、第21回香港映画賞で最優秀新人出演者賞にノミネートされた。
2001年にエンペラー・グループに所属し、大の仲良しのジリアン・チョンとツインズ（Twins）を結成。ユニットでの活動をこなす一方で、単独でも多数の映画に出演している。
2006年に歌手で俳優の鄭中基（ロナルド・チェン）とロサンゼルスのヴァン・ナイズで結婚。2010年に離婚。映画のプロモーションで、数ヶ月間離婚手続きを完了していたことを認めた。

## 作品

### CD

#### ツインズ名義
- ツインズ (香港のアイドルユニット)の項目参照

#### ソロ作品
- 二缺一（2009年4月）　広東語アルバム
- Another Me（2009年10月）　広東語EP
- As A Sa　（2010年6月）　北京語アルバム
- Beauty Remains（2010年10月）　広東語アルバム
- Sweetest Day（2011年） 広東語シングル + ミュージック・ビデオ DVD
- Montage（2012年）広東語アルバム
- Blooming（2013年）　広東語アルバム

## 出演

### 映画

#### ツインズ共演
- ツインズ (香港のアイドルユニット)の項目参照

#### ツインズ共演作品以外
- 自從他來了（2000年）
- 戀愛起義之不得了（恋愛蜂起（CS放映題） 2001年）
- 常在我心 Funeral March（三月の葬儀（CS放映題） 2001年）
- 我老婆唔夠秤 My Wife is 18（2002年）
- 下一站…天后 Diva,Ah Hey （次の駅は天后（CS放映題） 2003年）
- 戀上你的床 Good Times, Bed Times （2003年）
- 這個阿爸真爆炸 Papa Loves You（2004年）
- 追擊八月十五 Hidden Heroes（追撃8月15日（CS放映題） 2004年）
- 新警察故事 New Police Story（香港国際警察/NEW POLICE STORY　2004年）
- 阿孖有難 Leave Me Alone（ツイン・ショット（映画祭上映時：ひとりにして） 2004年）
- 身驕肉貴 The Attractive One （2004年）
- 再説一次我愛你 All About Love（愛と死の間で（映画祭上映時：愛している、ともう一度） 2005年）
- 情癲大聖 A Chinese Tall Story （西遊記リローデッド 2005年）
- BB計劃 Rob-B-Hood（プロジェクトBB 2006年）
- 妄想 Diary（妄想Diary 2006年）
- 甜心粉絲王 Super Fans (2007年)
- 戲王之王 Simply Actors（Simply Actors　2007年）（2009年第1回沖縄国際映画祭で上映）
- 功夫灌籃 Kung Fu Dunk（カンフー・ダンク! 2008年）
- 武俠梁祝 Butterfly Lovers（バタフライ・ラヴァーズ 2008年）
- 家有囍事2009 All's Well, Ends Well（2009年）
- 風雲II The Storm Warriors II（風雲 ストームウォリアーズ  2009年）
- 全城熱戀熱辣辣 Hot Summer Days（ホット・サマー・デイズ　2010年）（2010年第23回東京国際映画祭で上映）
- 美麗密令 Beauty on Duty!（ミスコン捜査班〜美麗密令〜（CS放映題） 2010年）
- 鎗王之王 Triple Tap（トリプルタップ 2010年）
- 翡翠明珠 The Jade and the Pearl（2010年）
- 財神客棧 Treasure Inn（2011年）
- 白蛇傳説 （白蛇伝説〜ホワイト・スネーク〜 2011年）（2012 夏の香港傑作映画まつりで上映）
- 我老公唔生性 My Sassy Hubby (我老婆唔夠秤2)（2012年）
- 超級經理人 Midas Touch (2013年)
- 雛妓 SARA（セーラ 2015年）（2015年第10回大阪アジアン映画祭で上映）

### ドラマ
- 青春@Y2K（2000年）
- 呼叫大明星（スターな彼 2010年）